# Frédéric Bastiat
Claude Frédéric Bastiat (francuski: [klod fʁedeʁik bastja]; 29. lipnja 1801. – 24. prosinca 1850.) bio je baskijsko-francuski klasični liberalni teoretičar, ekonomist i član francuske skupštine. Bio je poznat po razvoju važnog gospodarskog koncepta oportunitetnog troška, te kao autor znakovite prispodobe o razbijenom prozoru. Njegove zamisli su osigurale osnovu za libertarijanstvo i za austrijsku školu ekonomije. Ekonomist Murray Rothbard napisao je da je "Bastiat doista bio lucidan i izvrstan pisac, čiji su briljantni i duhoviti eseji i basne do danas izvanredna i razorna rušenja protekcionizma i svih oblika vladinih subvencija i nadzora. Bio je uistinu blistav zagovornik neograničenog slobodnog tržišta".

## Životopis
Bastiat je rođen u Bajoni, Francuska Baskija, na jugu Francuske, 29. lipnja 1801. Njegov otac, Pierre Bastiat, bio ugledni poslovni čovjek u gradu. Njegova majka je umrla 1808. godine, kada je Frédéric imao sedam godina. Njegov se otac preselio u unutrašnjost u grad Mugron, a Frédéric je ubrzo nakon toga došao za njim. Bastiatovi su imanje u Mugronu stekli u doba Francuske revolucije, a ranije je pripadalo markizu od Poyanne. Pierre Bastiat je umro 1810. godine, ostavivši Frederica siročetom. Odveden je kod djeda po ocu i i tetke Justine Bastiat. Pohađao je školu u Bajoni, ali njegova tetka nije vodila računa o njemu pa je upisan u Saint-Sever. U dobi od 17 godina napustio je školu u Sorèze kako bi išao raditi za svog strica u njegovom obiteljskom izvoznom poslu. To je ista tvrtka u kojoj je njegov otac bio partner. Ekonomist Thomas DiLorenzo sugerira da je to iskustvo bilo presudno za Bastiatove kasnije radove, jer je dalo mladom Frédéricu saznanja iz prve ruke o tome kako regulacija može utjecati na tržište. Sheldon Richman primjećuje da je "došao u doba Napoleonskih ratova, s tadašnjima opsežnim intervencijama države u gospodarstvo."
Bastiat je počeo razvijati intelektualni interes. Više nije htio raditi sa stricem i sanjao je odlasku u Pariz na formalne studije. Ovaj san se nije obistinilo jer je njegov djed bio lošeg zdravstvenog stanja i želio je ići na imanje Mugron. Bastiat je pratio djeda i brinuo se o njemu. Sljedeće godine, kada je Bastiatu bilo 24, njegov djed je umro, ostavljajući mladiću obiteljsko imanje, čime je on stekao sredstva za daljnje teorijsko obrazovanje. Bastiat je razvio intelektualne interese u nekoliko područja, uključujući "filozofiju, povijest, politiku, religiju, putovanja, poeziju, političku ekonomiju i biografiju." Nakon revolucije srednje klase iz 1830. Bastiat je postao politički aktivan te je izabran za mirovnog suca u mjestu Mugronu 1831. godine i za člana Glavnog vijeća departmana Landes 1832. godine. Nakon francuske revolucije 1848. godine izabran je u nacionalnu zakonodavnu skupštinu.
Njegova javna karijera kao ekonomista započela je tek 1844. godine, kada je njegov prvi rad objavljen u časopisu Journal des economistes u listopadu iste godine. Nju je prekinula njegova smrt 1850. Bastiat je obolio od tuberkuloze, vjerojatno putujući diljem Francuske promovirajući svoje ideje, te ga je bolest na koncu onemogućila u stvaranju dodatnih govora (osobito u zakonodavnoj skupštini na koju je izabran 1848. i 1849.) te mu oduzela život. U jesen 1850. godine, njegovi liječnici su ga poslali u Italiju. Prvo je otputovao u Pisu, a zatim u Rim. 24. prosinca 1850., Bastiat je pozvao one koji su bili s njim da se približe njegovom krevetu. On je promrmljao dvaput riječ "istina", a zatim preminuo.

## Bastitatova grobnica
Bastiat umro je u Rimu, a pokopan je na groblju San Luigi dei Francesi u centru tog grada. Izjavio je na samrtnoj postelji da je njegov prijatelj Gustave de Molinari (izdavač Bastiatove knjige "Zakon" iz 1850.) njegov duhovni nasljednik.